# The Prophecy (Stigmata of the Immaculate)
The Prophecy (Stigmata of the Immaculate) — четвёртый полноформатный студийный альбом группы Kataklysm, выпущенный в 2000 году лейблом Nuclear Blast Records.
Лирика The Prophecy (Stigmata of the Immaculate) посвящена концу света. Интро-композиция 1999:6661:2000 была взята из фильма Тёмный город.

## Издания
Альбом был выпущен на лейбле Nuclear Blast Records, с которым группа ранее сотрудничала, но, в связи с многочисленными проблемами отношений между партнёрами, вышла из состава лейбла. Выход данного релиза на этом лейбле обусловлен наиболее подходящим поступившим предложением на издание альбома после рассылки промоматериала нового альбома. Издаваться на лейбле было решено после общего обсуждения перспектив сотрудничества.

## Музыкальная составляющая
В отличие от прошлого альбома Victims of This Fallen World, который испытывал большое влияние стиля хардкор, данный альбом явился, по словам басиста Стефана Барбе, возвращением к настоящим корням группы. По словам того же участника группы данный альбом более чем соответствует самоназванному стилю группы — Northern Hyperblast Death Metal.

## Список композиций
1. 1999:6661:2000 — 3:53
2. Manifestation — 3:57
3. Stormland — 3:13
4. Breeding the Everlasting — 3:54
5. Laments of Fear & Despair — 4:13
6. Astral Empire — 3:32
7. Gateway to Extinction — 5:25
8. Machiavellian — 3:44
9. The Renaissance — 8:10

## Участники записи
- Маурицио Иаконо — вокал
- Стефан Барбе — бас
- Жан-Франсуа Даженэ — гитара, продюсирование
- Макс Дуамель — ударные